# 大井村 (愛媛県)
大井村（おおいむら）は愛媛県野間郡のち越智郡にあった村である。1955年（昭和30年）に小西村と合併して大西町が発足し、大井村は廃止された。大西町は平成の大合併の際に今治市に編入されている。

## 地理
現在の今治市の西部にあたる。高縄半島の北西部にあり、西は瀬戸内海（斎灘）に面している。
村名の由来
大井郷の名は平安時代の古文書に見られる。怒麻国造の館が存在したことから「大井」と称されたものとの説がある。
川
品部川、宮脇川

## 歴史
中世以前
- 古墳
当地には古墳が複数発見されているが、宮脇の妙見山前方後円墳は、怒麻国の国造と何らかのつながりを示すものと推察されている
- 律令期には野間郡（乃万あるいは濃満とも記す）に属す。大井郷は郡内の一つの郷であった。
- 平安期には大三島の神領であった。
- 鎌倉時代に河野通定が当地の地頭に任じられる。
- 南北朝時代、河野通直（河野通堯の別名）と武家方との合戦の場となったと伝えられる。

藩政期
- 松山藩に属する。新町が紺原から分離し、町として発展。松山の札の辻から9里、乃万街道の宿場として栄える。新町の庄屋、井手氏が大庄屋として治めた。

明治以降
- 新町は既に明治10年代から商店が増えるなど、栄えていた。
- 1910年（明治43年）　小西村、乃万村を区域とする大井信用購買組合により養蚕組合設立。
- 1910年（明治43年）　赤痢の感染被害、患者数十名、死者数名。
- 1918年（大正７年）　電灯灯る。
- 大正時代末期には街道筋が更に栄え、商店が大字新町から大字宮脇にかけて連なった。
- 1925年（大正14年）　国鉄伊予大井駅開業。
- 太平洋戦争後、タオル工場が立地、次第に基幹産業の一つとなる。

### 沿革
- 1889年（明治22年） 12月15日 - 町村制施行により紺原、九王、宮脇、大井浜、新町の5か村が合併して、野間郡大井村が発足。役場を大字新町におく。
- 1897年（明治30年）4月1日 - 野間郡が越智郡に統合され、越智郡大井村となる。
- 1955年（昭和30年） 3月31日 – 小西村と合併、町制施行して大西町が発足。大井村は廃止された。

```
大井村の系譜
（町村制実施以前の村）　（明治期）　　　　　　（昭和の合併）　　　（平成の合併）
　　　　　　　　　　　　町村制施行時　　　　　　　
新町　　━━━┓　　　　　　　　　　
大井浜　━━━┫
宮脇　　━━━╋━━━大井村━━━━━━━━┓　昭和30年3月31日合併
九王　　━━━┫　　　　　　　　　　　　　　┃　町制施行
紺原　　━━━┛　　　　　　　　　　　　　　┣━大西町━━━━━━┓　
山之内　━━━┓　　　　　　　　　　　　　　┃　　　　　　　　　　┃
脇　　　━━━╋━━━小西村━━━━━━━━┛　　　　　　　　　　┃
星浦　　━━━┫　　　　　　　　　　　　　　　　　　　　　　　　　┃
別府　　━━━┛　　　　　　　　　　　　　　　　　　　　　　　　　┃平成17年1月16日　
　　　　　　　　　　　　　　　　　　　　　　　　　　　　　　　　　┃新設合併、新・今治市発足
　　　　　　　　　　　　　　　　　　　　　　　　　　　　今治市━━╋━━今治市
　　　　　　　　　　　　　　　　　　　　　　　　　　　　朝倉村━━┫
　　　　　　　　　　　　　　　　　　　　　　　　　　　　玉川町━━┫
　　　　　　　　　　　　　　　　　　　　　　　　　　　　波方町━━┫
　　　　　　　　　　　　　　　　　　　　　　　　　　　　菊間町━━┫
　　　　　　　　　　　　　　　　　　　　　　　　　　　　吉海村━━┫
　　　　　　　　　　　　　　　　　　　　　　　　　　　　宮窪町━━┫
　　　　　　　　　　　　　　　　　　　　　　　　　　　　伯方町━━┫
　　　　　　　　　　　　　　　　　　　　　　　　　　　　上浦町━━┫
　　　　　　　　　　　　　　　　　　　　　　　　　　　　大三島町━┫
　　　　　　　　　　　　　　　　　　　　　　　　　　　　関前村━━┛
　　　　　　　　　　　　　　　　　　　　　　　　　　　　　　　　　　

（注記）今治市以下の市町村の合併以前の系譜はそれぞれの市・町・村の記事を参照のこと。

```

## 経済

### 産業
農業
『大日本篤農家名鑑』によれば、大井村の篤農家は、「大成哲則、扇山喜五郎」などである。

## 地域
合併前の旧5村の名をそのまま大字として継承した。合併し大西町になっても継承された。
大井浜（おおいはま）、九王（くおう）、紺原（こんばら）、宮脇（みやわき）、新町（しんまち）。なお、現在、今治市になってからの地名表記は「大西町」に旧の大字を続ける。大字は省く。例として「今治市大西町大井浜」のようになる。

## 交通
鉄道
国鉄伊予大井駅　－　大西町となってからの1959年（昭和34年）に大西駅と改称。
道路
旧街道が通じていた。

## 出身者
- 矢野七三郎 - 「今治綿業の父」とされる実業家。